# Neoscortechinia
Neoscortechinia é um género botânico pertencente à família Euphorbiaceae.
Plantas nativas da Malesia.

## Sinonímia
- Alcinaeanthus Merr.
- Scortechinia Hook.f.

## Espécies
Composto por nove espécies:
| - Neoscortechinia angustifolia - Neoscortechinia arborea - Neoscortechinia coriacea - Neoscortechinia forbesii - Neoscortechinia kingii | - Neoscortechinia nicobarica - Neoscortechinia parvifolia - Neoscortechinia philippinensis - Neoscortechinia sumatrensis |

## Nome e referências
Neoscortechinia Hook.f. ex Pax